# Ubre Blanca
Ubre Blanca, née vers 1972 et morte en 1985, est une vache ayant vécu à Cuba et connue pour sa prodigieuse production de lait, qui est notamment un temps inscrite dans le Livre Guinness des records. La vache, avec les plantations de café "Cordón de La Habana", le système de pâturage d'André Voisin et le système d'irrigation par microjet, symbolise les efforts de Fidel Castro pour moderniser l'économie agricole de Cuba,.
La vache est un croisement entre un taureau Holstein (vache laitière) et une vache zébu (race de vache indienne qui ne produit pas beaucoup de lait). Son nom signifie « Pie Blanc » ou « Mamelle Blanche »,.

## Records
Ubre Blanca produit notamment 110 litres de lait en une seule journée en janvier 1982, soit plus de quatre fois la production moyenne d'une vache. La vache produit également 24 268,9 litres (ou 55 090 livres) de lait en 305 jours (une période de lactation) se terminant en février 1982. Ces deux exploits sont reconnus par le Livre Guinness des records comme des records du monde.
Ces deux records sont néanmoins ensuite battus. Le record de production annuel actuel est de 75 275 livres, établi par LA-Foster Blackstar Lucy en 1998 à LaFoster Dairy à Cleveland, en Caroline du Nord. En février 2020, le Guinness annonce que la vache brésilienne Marilia avait dépassé avec 127,57 kg de lait le record d'Ubre Blanca de production de lait en une seule journée le 3 août 2019.

## Utilisation dans les médias cubains
Fidel Castro fait référence à la prodigieuse production d'Ubre Blanca dans ses discours comme preuve des compétences d'élevage supérieures du communisme, et les réalisations de la vache sont régulièrement publiées dans les journaux cubains. L'affection de Castro pour la vache implique qu'elle est élevée dans des conditions exceptionnellement bonnes.
Le 21 mai 2002, le Wall Street Journal publie un article sur les tentatives cubaines de cloner Ubre Blanca, dans lequel ils rapportent que son père serait en fait un taureau canadien. Pour de nombreux Cubains, Ubre Blanca évoque des souvenirs de l'époque d'avant la soi-disant Período especial – l'effondrement économique qui suit la disparition de l'Union soviétique, principal bienfaiteur de Cuba, à partir de 1989.

## Mort
En 1985, Ubre Blanca est euthanasiée vers l'âge de 13 ans, sa date de naissance exacte et donc son âge étant inconnus.
La mort de la vache est commémorée par le journal du Parti communiste Granma avec une nécrologie complète et un éloge funèbre. Des taxidermistes empaillent l'animal et placent le corps dans une vitrine climatisée à l'entrée du National Cattle Health Center, à 45 minutes de route de la vieille Havane, où il se trouve toujours.
Ubre Blanca est honorée par sa ville natale de Nueva Gerona, qui érige une statue en marbre à la mémoire de la vache. Depuis la mort de la vache, des scientifiques cubains ont tenté en vain de cloner la vache à l'aide d'échantillons de tissus congelés,.